# 로런 랩커스
로런 랩커스(Lauren Lapkus, 1985년 9월 6일 ~ )는 미국의 배우이다. 넷플릭스의 웹 드라마 《오렌지 이즈 더 뉴 블랙》의 수전 피셔 교도관 역으로 출연했다.

## 출연 작품
- 비트윈 투 펀스: 투어 스페셜
- 넌 실수였어 - 미시 역